# Каниаписко (река)

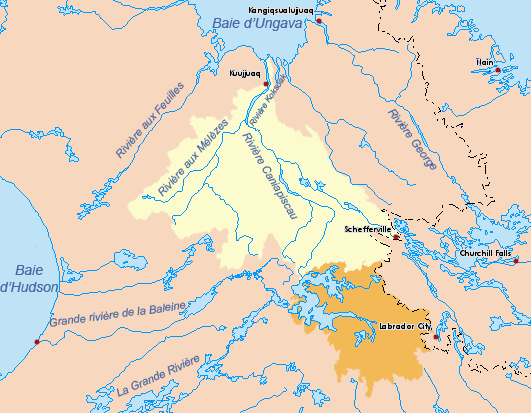
Желтым обозначен нынешний бассейн реки Каниаписко, оранжевым та часть бассейна, которая теперь относится к бассейну реки Ла-Гранд

Каниаписко (фр. Rivière Caniapiscau) — река в провинции Квебек в Канаде, приток реки Коксоак.

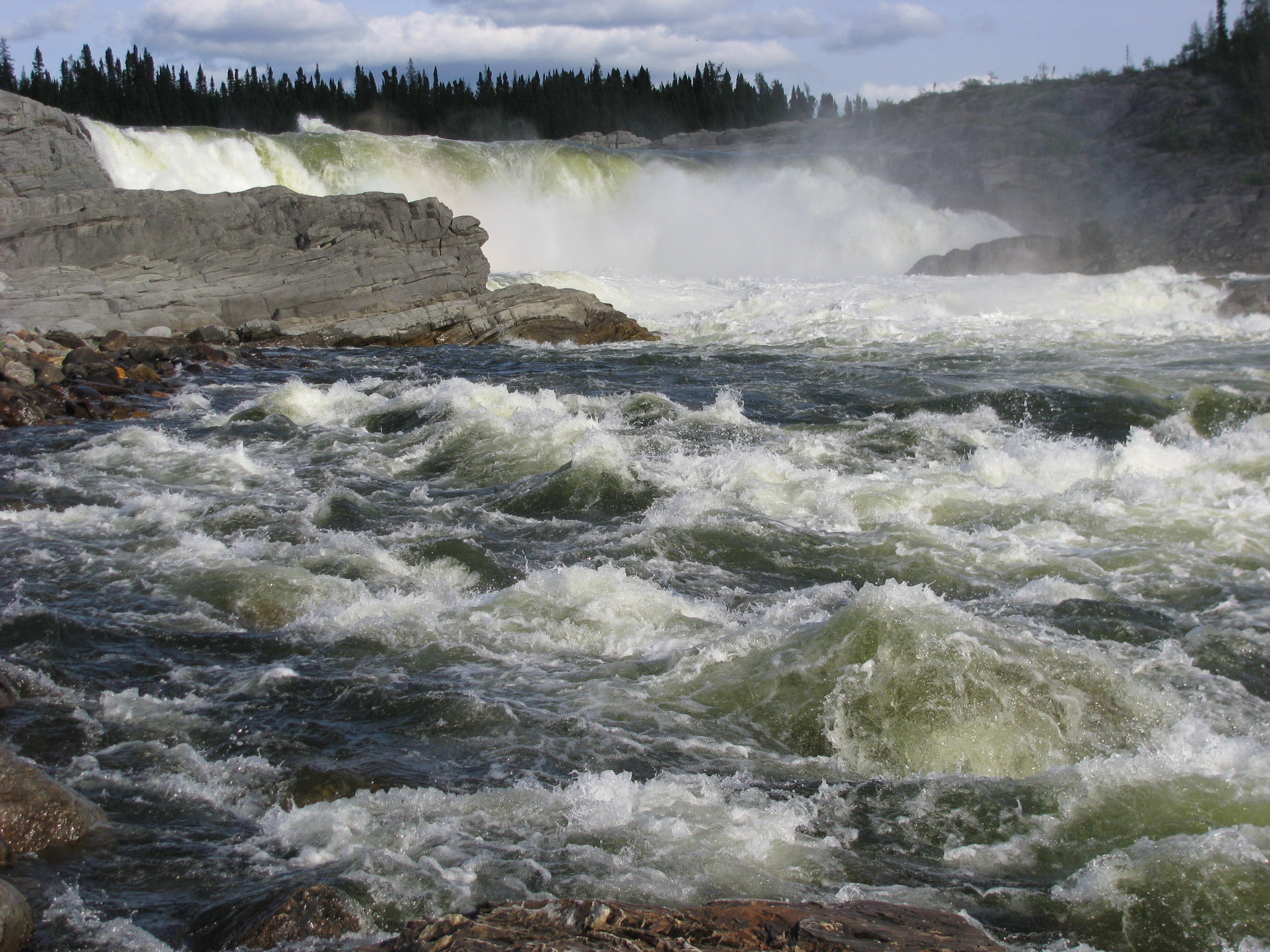
Водопад Лаймстоун Фолз

## География
Река Каниаписко берёт начало в озере Севестр в центре провинции Квебек в 53 километрах юго-западнее городка Фермон и течёт в общем северном направлении до слияния с рекой Ривьер-о-Мелез (английское наименование Ларч). Река после слияния двух притоков носит название Коксоак и впадает в залив Унгава Северного Ледовитого океана.
Исток реки находится близ водораздела Северного Ледовитого и Атлантического океанов, недалеко от истока реки Themines, впадающей в озеро Маникуаган (бассейн Атлантического океана). Первую часть пути до одноимённого озера Каниаписко течёт по поросшей лесом широкой долине, имеющей ледниковое происхождение, пересекая при этом целую череду озёр:
- Lac Gensort
- Lac Goupil
- Lac Opiscoteo
- Lac Rembault
- Lac Vignal
- Lac Lapointe
- Lac Chambeaux
- Lac Guillemot
- Lac Noveau

Вторую часть пути после озера Каниаписко река зачастую течёт в узких каньонах, образуя многочисленные стремнины, пороги и водопады
В настоящее время в результате осуществления проекта «Залив Джеймс» 45 % суммарного стока реки стекает по реке Ла-Гранд в залив Джеймс Гудзонова залива. В рамках реализации проекта в 70-е и 80-е годы XX века площадь озера Каниаписко, которое лежало на пути реки, увеличилась в 9 раз, достигнув 4300 км². Образовавшееся водохранилище заполнило огромную депрессию ледникового происхождения в верхней части Канадского щита и его воды используются целым каскадом мощных гидроэлектростанций на реке Ла-Гранд. С экологической точки зрения проект отнюдь не безупречен, достаточно сказать, что при заполнении водохранилища в 1981—1984 годах утонуло около 10000 оленей карибу.

## Фауна
В водах реки водится озёрная и речная форель, осётр, северная щука. Развито спортивное и любительское рыболовство

## Наименование
Наименование реки в переводе с языка кри обозначает «гористое место». В 1820 году служащий Компании Гудзонова залива Джеймс Клоустон спустился вниз по реке и пометил её в своём дневнике и на карте как Каниапуско (Caniapuskaw), 8 лет спустя Уильям Хендри назвал её Канниапуско (Canniapuskaw). В 1898 году геолог Альберт Питер Лоу назвал её Каниаписко (Kaniapuskau). Нынешнее английское написание Caniapiscau River закрепилось с середины XX века. Инуитское наименование реки Адлаит Куунга (Adlait Kuunga) или Аллаит Куунга (Allait Kuunga) обозначает Индейская река.